# Commander Crowe
Commander Crowe est un cheval de course suédois, né en 2003 en Suède, participant aux courses de trot.

## Carrière

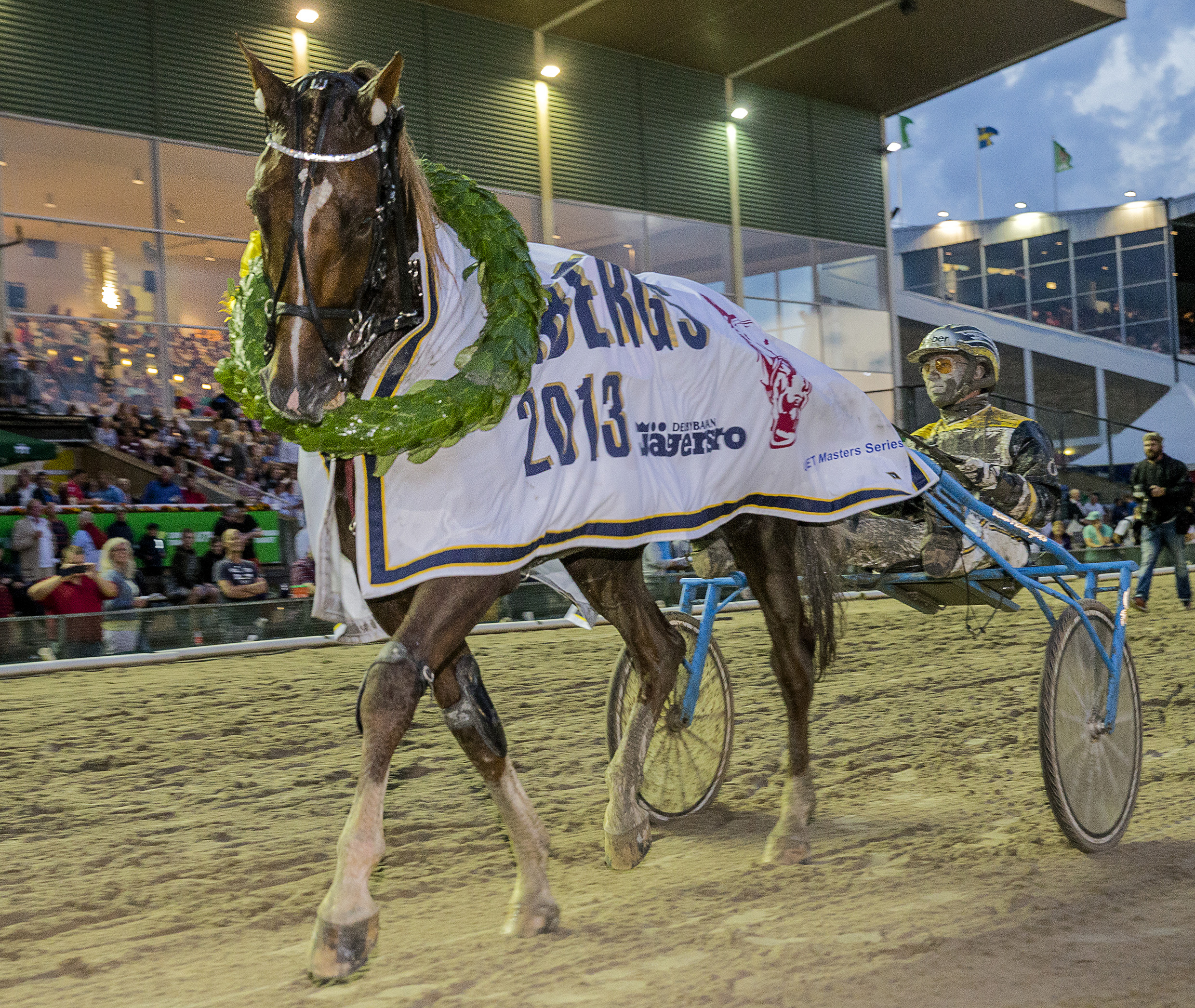
Commander Crowe après sa victoire dans le Hugo Åbergs Memorial en 2013.

Issu de l'étalon français Juliano Star et d'une fille du crack américain Mack Lobell, leader de sa génération à 4 ans en Suède, où il remporte le Derby et la Breeders' Crown et se voit élu par deux fois Cheval de l'année (en 2007 et 2008), Commander Crowe s'est imposé comme l'un des meilleurs trotteurs de son temps au niveau international. D'abord entraîné par son éleveur, Petri Puro, il est passé sous la responsabilité de Fabrice Souloy en 2010. Grand voyageur, reconnaissable à sa robe alezane brûlée et à ses crins blonds, il revendique pas moins de quinze victoires au niveau groupe 1 dans toute l'Europe. En faisant afficher la réduction kilométrique de 1'08"9 lors de sa victoire dans le Grand Prix du Conseil général des Alpes-Maritimes en 2011, il est devenu le premier trotteur à descendre sous la barre des 1'09 en Europe (performance rééditée dans le Hugo Åbergs Memorial un an plus tard). Il s'est aussi essayé en une occasion, avec succès, à la discipline du trot monté, remportant le Prix Reynolds. Il n'a jamais pu prendre part aux épreuves de groupe 1 françaises, fermées aux hongres, et depuis le 1er janvier 2014, il a dépassé la limite d'âge en France et ne plus y courir. Mais il poursuit néanmoins sa carrière internationale, brillant au plus haut niveau à l'âge insolite de 11 ans, terminant sa carrière par une victoire dans la Breeders' Crown à Meadowlands, la plus importante course pour chevaux d'âge aux États-Unis.

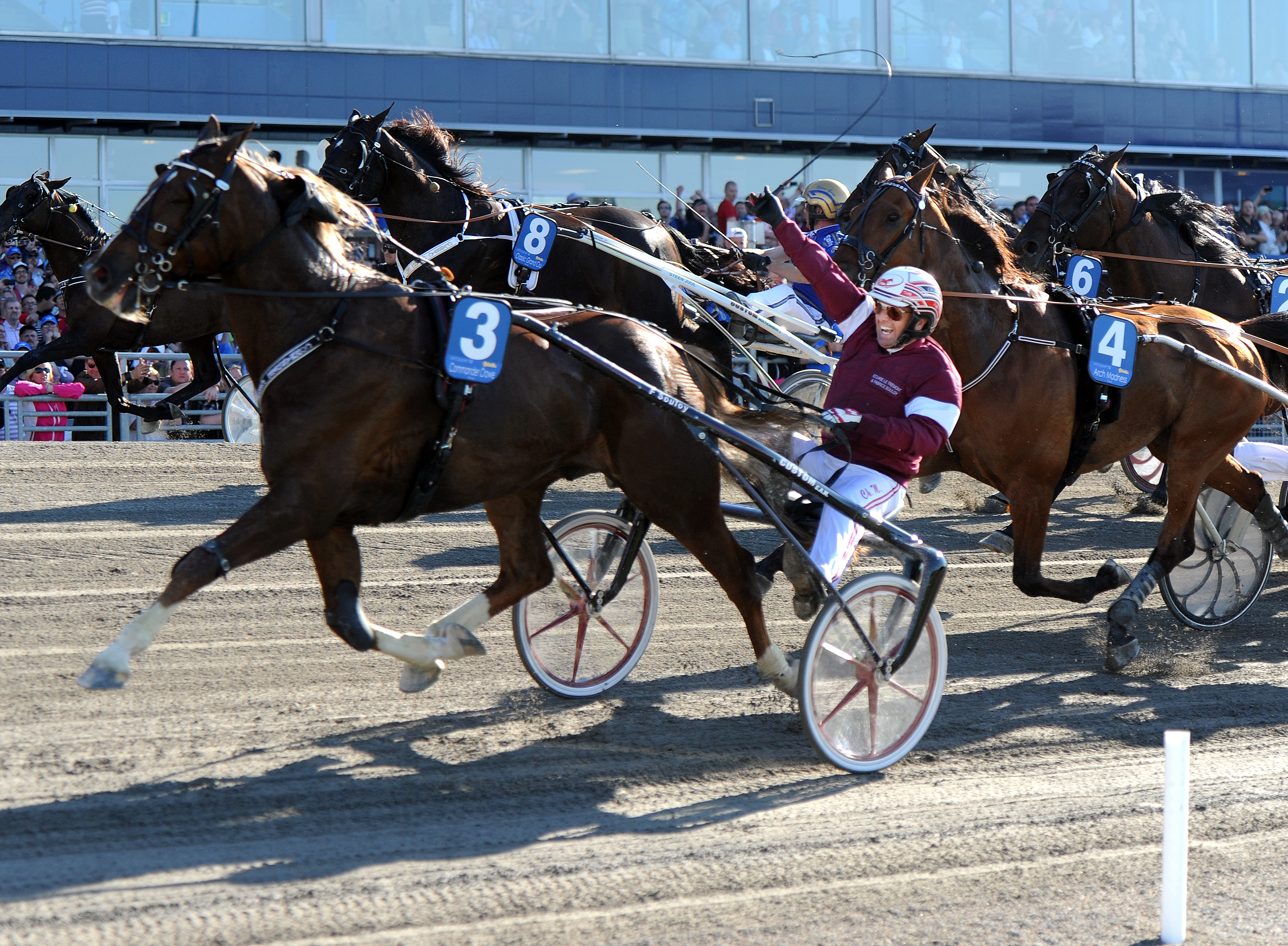
Commander Crowe lors de sa victoire dans l'Elitloppet en 2012.

## Palmarès
Suède
- Svenskt Travderby (Gr.1, 2007)
- Breeders' Crown des 4 ans (Gr.1, 2007)
- Sundsvall Open Trot (Gr.1, 2009)
- Olympiatravet (Gr.1, 2012)
- Elitloppet (Gr.1, 2012)
- Hugo Åbergs Memorial (Gr.1, 2012, 2013)
- Åby Stora Pris (Gr.1, 2014)
- Svenskt Masterskap (Gr.2, 2009)
- C. L. Müllers Memorial (Gr.2, 2009)
- Gulddivisionen-Final (Gr.2, 2009)
- 2e Åby Stora Pris (Gr.1, 2012)
- 3e Åby Stora Pris (Gr.1, 2012)

 France
- Prix Reynolds (Gr.2, monté, 2010)
- Prix de Washington (Gr.2, 2011)
- Prix d'Europe (Gr.2, 2011)
- Prix de La Capelle (Gr.2, 2011, 2013)
- Grand Prix du Conseil général des Alpes-Maritimes (Gr.2, 2011, 2012)
- Prix d'Été (Gr.2, 2011)
- 3e Prix d'Europe (Gr.2, 2013)
- 3e Prix de l'Union européenne (Gr.2, 2011)
- 3e Grand Prix du Sud-Ouest (Gr.2, 2012)

 Finlande
- Kymi Grand Prix (Gr.1, 2007, 2012)
- Finlandia Ajo (Gr.1, 2011)
- 2e Kymi Grand Prix (Gr.1, 2014)

 Norvège
- Grand Prix d'Oslo (Gr.1, 2012)
- Forus Open (Gr.1, 2012)

 Italie
- Gran Premio Gaetano Turilli (Gr.1, 2014)
- 2e Grand Prix de la Loterie (Gr.1, 2013)

 États-Unis
- Breeders' Crown (2014)
- 2e International Trot (2014)
- 3e Breeders' Crown (2011, 2012)

 Danemark
- 2e Copenhague Cup (Gr.1, 2013)

## Origines
| Origines de Commander Crowe | Origines de Commander Crowe | Origines de Commander Crowe | Origines de Commander Crowe |
| --------------------------- | --------------------------- | --------------------------- | --------------------------- |
| Père Juliano Star           | Buvetier d'Aunou            | Royal Prestige              | Speedy Crown                |
| Père Juliano Star           | Buvetier d'Aunou            | Royal Prestige              | Rosemary                    |
| Père Juliano Star           | Buvetier d'Aunou            | Nesmile                     | Caprior                     |
| Père Juliano Star           | Buvetier d'Aunou            | Nesmile                     | Amours du Mesnil            |
| Père Juliano Star           | Star Gédé                   | Florestan                   | Star's Pride                |
| Père Juliano Star           | Star Gédé                   | Florestan                   | Roquépine                   |
| Père Juliano Star           | Star Gédé                   | Haute Rue                   | Beauvallon                  |
| Père Juliano Star           | Star Gédé                   | Haute Rue                   | Rue de Paris                |
| Mère Somack                 | Mack Lobell                 | Mystic Park                 | Noble Gesture               |
| Mère Somack                 | Mack Lobell                 | Mystic Park                 | Mystic Sign                 |
| Mère Somack                 | Mack Lobell                 | Matina Hanover              | Speedy Count                |
| Mère Somack                 | Mack Lobell                 | Matina Hanover              | Matora Hanover              |
| Mère Somack                 | Somolli Ribb                | Speedy Somolli              | Speedy Crown                |
| Mère Somack                 | Somolli Ribb                | Speedy Somolli              | Somolli                     |
| Mère Somack                 | Somolli Ribb                | Song Festival               | Speedster                   |
| Mère Somack                 | Somolli Ribb                | Song Festival               | Singing Lady                |